# Sister's Slam Dunk
Sister's Slam Dunk (em coreano: 언니들의 슬램덩크; também conhecido como Unnie's Slam Dunk) é um reality show sul-coreano exibido a cada sexta-feira no KBS 2TV de 8 de abril a 2 de dezembro de 2016. A primeira temporada do show apresentou um elenco feminino composto por Ra Mi-ran, Kim Sook, Hong Jin-kyung, Min Hyo-rin, Jessi e Tiffany, e seguiu suas tentativas de cumprir o sonho de cada membro do elenco usando um orçamento de ₩2,196,000 ou aproximadamente $2,000. 
Os membros do elenco formaram um girl group especial chamado "Unnies (언니 쓰)" e lançaram um single chamado "Shut Up (feat You Hee-yeol)" produzido por J.Y. Park em julho de 2016.
A segunda temporada do programa foi focada principalmente no projeto do girl group, que foi o sonho de Min Hyo-rin na temporada 1. O show seguiu com sete membros são eles Kang Ye-won, Han Chae-young, Hong Jin-young, Minzy e Somi com Kim Sook e Hong Jin-kyung retornando quando formaram a segunda geração de "Unnies", produziu Por Kim Hyeong-seok (mentor de J.Y. Park). O cumprimento dos sonhos pessoais de cada membro tornou-se o lado dos projetos do programa.  O nome do fã-clube para o grupo permanece como "Dongsaengs" (que significa irmãos mais novos) e sua saudação oficial, como sugerido por Heo Kyung-hwan, é "Shoot! Shoot! Shoot !, Hello! We are Unnies!", Com ênfase no movimento de tiro de basquete enquanto diz "Shoot". Seu lightstick oficial é um balão de cor de denim.

## Conteúdo
Sister's Slam Dunk segue o formato "Real Variety Show" onde o conteúdo está na maior parte sem script. Além disso, não há segmentos de assinatura dentro do show, pois se concentra em completar um único objetivo principal ao longo de vários episódios. Em semelhança com um reality show e um documentário, cada episódio também documentou suas atividades em conjunto e a relação entre os membros. Na primeira temporada, o tema principal do show é o cumprimento dos sonhos de cada membro.Todos os episódios estão focados em realizar várias tarefas que levariam à realização desses sonhos. Os sonhos dos membros são seguidos, em ordem cronológica.
1. Kim Sook - Obter uma carteira de motorista de ônibus. Episódios para este sonho gira em torno dos membros, especialmente Kim Sook e Jessi, para praticar a maneira de dirigir um ônibus com a tarefa final, que é participar de um exame de qualificação para obter a licença.
2. Min Hyo-rin - Debutar em um girl group. Episódios para este sonho gira em torno dos membros praticando técnicas de canto e dança para estrear como cantores de ídolos. Os membros criaram um girl group chamado "Unnies" e uma música foi produzida para os membros pelo J.Y. Park do JYP Entertainment, com a tarefa final é realizar no Music Bank.
3. Jessi - Completar três missões do passado, presente e futuro do pai de Jessi. Episódios para este sonho gira em torno dos membros que acomodam os pedidos dos pais de Jessi, com a tarefa final é de criar um casamento falso para Jessi.
4. Hong Jin-kyung - Produzir um show chamado Hong Jingyeong Show. Episódios para este sonho gira em torno dos membros filmando um curta-metragem com a tarefa final, é apresentar o curta-metragem em um festival de cinema.
5. Ra Mi-ran - Construir um restaurante, ter um photoshoot e produzir uma canção de natal. Episódios para este sonho gira em torno dos membros planejando e trabalhando para construir o restaurante depois de encontrar um prédio abandonado. Além disso, semelhante ao sonho de Min Hyo-rin, os membros praticam suas técnicas de canto em preparação para a gravação da canção.

Na segunda temporada, o formato permanece como "Real Variety Show" sem um segmento com script e segue as atividades dos membros em alguns dias. No entanto, o tema do show se concentra na continuação do projeto do girl group "Unnies".O conteúdo de cada episodio narra que os membros progridem para liberar músicas e treinamento para o desempenho do seu palco. Semelhante à temporada 1, cada episódio documentou suas atividades por alguns dias e sua ligação como membros do grupo.

## Elenco

### Temporada 1
- Ra Mi-ran, Atriz nascida em 1975 [5]
- Kim Sook, Comediante nascida em 1975 [6]
- Hong Jin-kyung, Modelo e anfitriã nascida em 1977 [6]
- Min Hyo-rin, Atriz nascida em 1986 [7]
- Jessi, Cantora nascida em 1988 [8]
- Tiffany, Cantora nascida em 1989 (retirou-se em agosto de 2016 devido a controvérsia)

### Temporada 2
- Kim Sook, Comediante nascida em 1975
- Hong Jin-kyung, Modelo e anfitriã nascida em 1977
- Kang Ye-won, Atriz nascida em 1980 [9]
- Han Chae-young, Atriz nascida em 1980 [10]
- Hong Jin-young, Cantora nascida em 1985 [10]
- Minzy, Cantora nascida em 1994 [10]
- Jeon So-mi, Cantora nascida em 2001 [10]

## Episódios
| Ano  | Episódios | Originalmente exibido   | Originalmente exibido |
| Ano  | Episódios | Primeiro exibido        | Último exibido        |
| ---- | --------- | ----------------------- | --------------------- |
| 2016 | 33        | 8 de abril de 2016      | 2 de dezembro de 2016 |
| 2017 | 16        | 10 de fevereiro de 2017 | 26 de maio de 2017    |

## Discografia
| Título                                                                                        | Ano  | Detalhes do álbum                                                                                       | Posições no chart | Posições no chart | Vendas          | Álbum            |
| Título                                                                                        | Ano  | Detalhes do álbum                                                                                       | KOR               | US World          | Vendas          | Álbum            |
| --------------------------------------------------------------------------------------------- | ---- | --- | ----------------- | ----------------- | --------------- | ---------------- |
| "Shut Up" (featuring You Hee-yeol)                                                            | 2016 | - Lançado em: 1 De Julho De 2016 - Gravadora: KBS Midia, LOEN Entertainment - Formato: Digital download | 3                 | —                 | - KOR: 724,088+ | Non-album single |
| "Right?" (맞지?)                                                                              | 2017 | - Lançado em: 12 De Maio De 2017 - Gravadora: KBS Midia, LOEN Entertainment - Formato: Digital download | 2                 | 10                | - KOR: 423,666+ | Non-album single |
| "LaLaLa Song" (랄랄라 송)                                                                     | 2017 | - Lançado em: 12 De Maio De 2017 - Gravadora: KBS Midia, LOEN Entertainment - Formato: Digital download | 22                | 22                | - KOR: 71,994+  | Non-album single |
| "—" Indica lançamentos que não apresentaram no gráficos ou não foram divulgados nessa região. |      | |                   |                   |                 |                  |

## Controvérsia
Em 14 de agosto de 2016 (um dia antes do National Korean Liberation Day (Dia nacional da libertação da Coréia)), Tiffany publicou fotos no Instagram e um dia depois no Snapchat, que incluía a bandeira japonesa atual e o design do Sol Nascente que fazia parte de um geofiltro do Snapchat, respectivamente, enquanto estava em Tóquio participando do "SM World Live World Tour V". Embora ela tenha postado no Snapchat em poucos minutos, após a publicação ela enfrentou críticas substanciais, e ela apagou as imagens do Instagram logo depois.  O programa recebeu uma manifestação de queixas exigindo a remoção da Tiffany no show. 
Em 18 de agosto de 2016, o programa anunciou que depois de discutir a situação com a SM Entertainment, a decisão de retirar Tiffany do show foi alcançada. A declaração oficial diz: "Como resultado da discussão, temos a decisão final que Tiffany irá deixar o show, em consideração do que concordamos ser o efeito que a controvérsia teve sobre os sentimentos do país".  No entanto em dezembro de 2016, Tiffany reuniu-se com os outros membros do elenco no 15º KBS Entertainment Awards, onde abriram a cerimônia ao realizar "Shut Up". 

## Prêmios e indicações
| Ano  | Prêmio                        | Categoria                            | Destinatário   | Resultado |
| ---- | ----------------------------- | ------------------------------------ | -------------- | --------- |
| 2016 | 15th KBS Entertainment Awards | Top Excellence Award in Talk Show    | Kim Sook       | Venceu    |
| 2016 | 15th KBS Entertainment Awards | Top Excellence Award in Variety Show | Ra Mi-ran      | Venceu    |
| 2016 | 15th KBS Entertainment Awards | Excellence Award in Variety Show     | Hong Jin-kyung | Indicado  |
| 2016 | 15th KBS Entertainment Awards | Best Newcomer in Variety Show        | Min Hyo-rin    | Venceu    |
| 2016 | 15th KBS Entertainment Awards | Best Newcomer in Variety Show        | Jessi          | Indicado  |
| 2016 | 15th KBS Entertainment Awards | Best Writer                          | Ji Hyun-suk    | Venceu    |
| 2016 | 15th KBS Entertainment Awards | PD Special Award                     | Park Jin-young | Venceu    |
| 2017 | 53rd Baeksang Arts Awards     | Best Variety Performer - Female      | Kim Sook       | Indicado  |